# Montrêux Golf & Country Club
De Montrêux Golf & Country Club is een golfclub en een countryclub in de Verenigde Staten. De club werd opgericht in 1997 en bevindt zich in Reno, Nevada. De club beschikt over een 18-holes golfbaan en werd ontworpen door de golfbaanarchitect Jack Nicklaus.
Naast een 18 holesbaan, beschikt de club ook over een zwembad, drie tennisbanen, een fitnesscentrum, een feestzaal en een restaurant.

## Golftoernooien
Voor het golftoernooi is de lengte van de baan voor de heren 6832 m met een par van 72. De course rating is 75,3 en de slope rating is 142.
- Reno-Tahoe Open: 1999-heden